# Tieste-Uragnoux
Tieste-Uragnoux (okzitanisch: Tièste e Los Uranhós) ist eine französische Gemeinde mit 149 Einwohnern (Stand: 1. Januar 2022) im Département Gers in der Region Okzitanien. Sie gehört zum Arrondissement Mirande und zum Gemeindeverband Bastides et Vallons du Gers. Die Einwohner nennen sich Tiestois.

## Geografie
Die Gemeinde Tieste-Uragnoux liegt an der Grenze zum Département Hautes-Pyrénées am Fluss Adour und in dessen breiter Talniederung, etwa 35 Kilometer nördlich von Tarbes und 55 Kilometer westsüdwestlich von Auch. Die Gemeinde hat den Charakter einer Streusiedlung und besteht aus mehreren Weilern und Einzelhöfen. Nennenswerte Ortsteile sind Montus, Clinton, Bourret, Bourbon. Manséou, Mathiou, Lebrun, Pibrail, Michel, Latreille, Le Château, Laventure, Trasseur, Bruhat, Larroze, Tétu und La Biste. Das Gelände im Gemeindegebiet ist im Westteil tischeben auf etwa 150 Metern über dem Meer; im Osten der Gemeinde erreichen sanfte teils bewaldete Hügel Höhen bis zu 224 m über dem Meer. In Tieste-Uragnoux mündet der Canal d’Alaric, ein Hochwasserschutz-Kanal für das Adourtal wieder in den Adour ein, wird durch eine Wehranlage aber sofort weiter nach Norden verlängert. Umgeben wird Tieste-Uragnoux von den Nachbargemeinden Jû-Belloc im Norden, Saint-Aunix-Lengros im Nordosten, Ladevèze-Ville im Osten, Labatut-Rivière im Süden sowie Hères im Westen.

## Geschichte
Die Gemeinde Tieste-Uragnoux entstand 1822 aus der Fusion der bis dahin eigenständigen Gemeinden Tieste und Uragnoux.

### Bevölkerungsentwicklung
| Jahr      | 1962 | 1968 | 1975 | 1982 | 1990 | 1999 | 2006 | 2014 | 2022 |
| --------- | ---- | ---- | ---- | ---- | ---- | ---- | ---- | ---- | ---- |
| Einwohner | 130  | 129  | 128  | 144  | 118  | 121  | 137  | 167  | 149  |

Im Jahr 1831 wurde mit 406 Bewohnern die bisher höchste Einwohnerzahl ermittelt. Die Zahlen basieren auf den Daten von cassini.ehess.fr und INSEE.

## Sehenswürdigkeiten
- Kirche Saint-Jean im Ortsteil Le Château

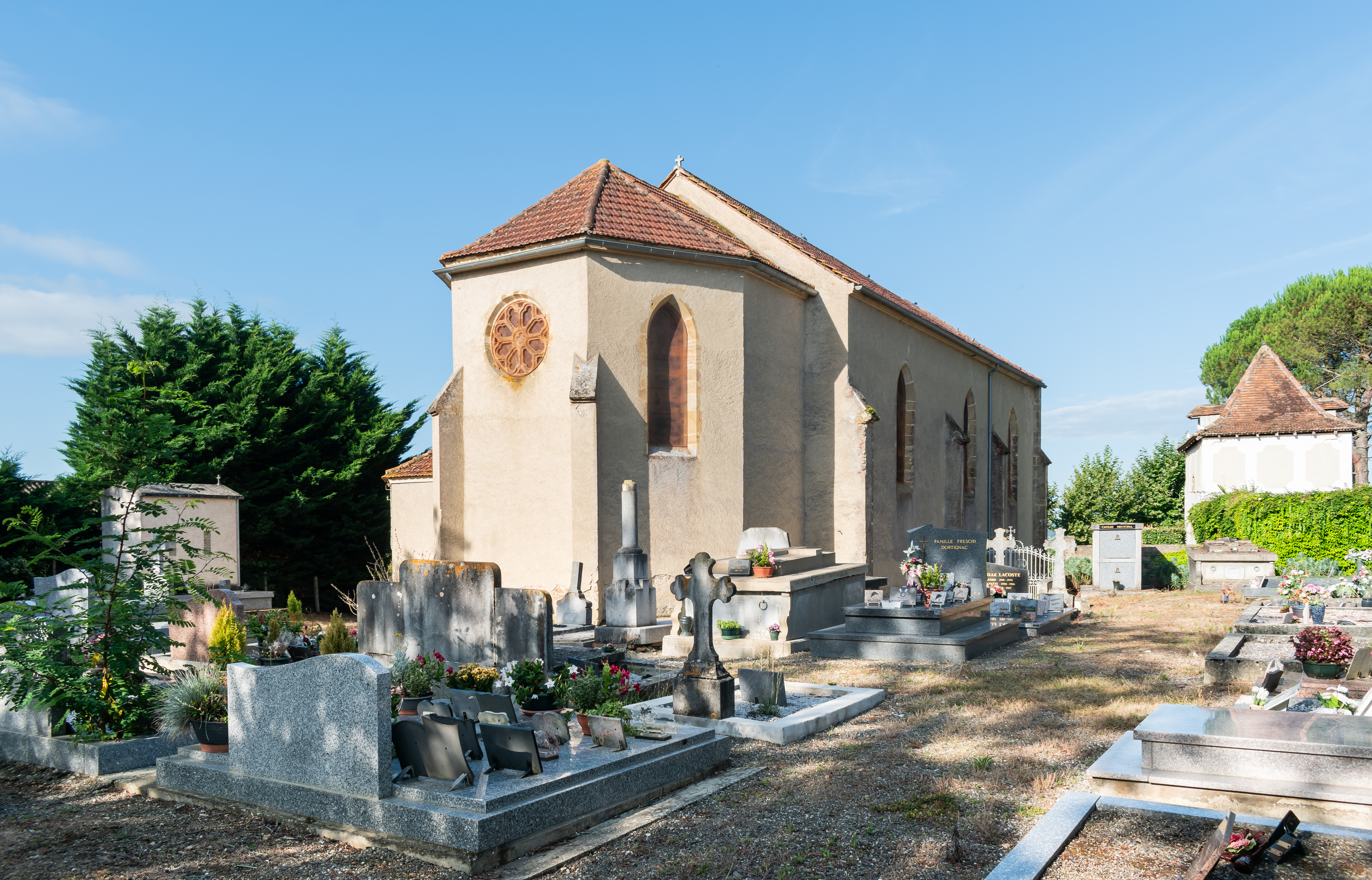
Kirche Saint-Jean

- Kapelle im Ortsteil Lebrun

## Wirtschaft und Infrastruktur
In Tieste-Uragnoux werden derzeit keine Weine produziert, die Lagen wären aber für die Verwendung des Prädikates Côtes de Saint-Mont zugelassen.
In der Gemeinde sind zehn Landwirtschaftsbetriebe ansässig (Getreide- und Gemüseanbau, Pferde- und Geflügelzucht).
Tieste-Uragnoux liegt an der Fernstraße D173, die dem rechten Adourufer folgend von Izotges nach Maubourguet führt. In der 32 Kilometer westlich gelegenen Gemeinde Garlin besteht ein Anschluss an die Autoroute A65.

## Belege
1. ↑  Uragnoux auf cassini.ehess.fr (französisch)
2. ↑  Tieste-Uragnoux auf cassini.ehess.fr
3. ↑  Tieste-Uragnoux auf insee.fr
4. ↑  Landwirtschaftsbetriebe auf annuaire-mairie.fr (französisch)